# Nucha Amengual
Nucha Amengual es una locutora, conductora y productora argentina de amplia trayectoria en radio y televisión, considerada una de las voces emblemáticas durante el nacimiento de la frecuencia modulada (FM) en su país.
La Legislatura de la Ciudad Autónoma de Buenos Aires la distinguió como una de las mujeres más importantes y pioneras de la radiofonía argentina.

## Trayectoria profesional

### En radio
En 1959 se recibió de Locutora Nacional en el Instituto Superior de Enseñanza Radiofónica (ISER) e hizo su debut en el programa Afiche Musical, emitido por Radio Mitre.
En la década del 60 ingresó a Radio Libertad donde trabajó como animadora junto a figuras como Jorge Beillard y Lona Warren. Dos de los ciclos más destacados de este periodo son, en 1967, Libertad en la noche, programa musical conducido por Edgardo Suárez y Modart... en la noche y Trasnoches... Modart, donde Amengual conducía junto a Pedro Aníbal Mansilla. Luego este programa se transmitió durante muchos años por diversas radios de la Ciudad de Buenos Aires y las provincias argentinas.
Durante los años 70 trabajó en Radio del Plata con Víctor Sueiro y Juan Alberto Mateyko, aunque la mayoría de su carrera se desarrolló en Radio Excelsior, Radio Splendid y Radio Belgrano. A su presencia en distintas emisoras, en la década del 80 sumó su paso por Radio El Mundo, Radio Provincia, Radio Horizonte, donde fue productora de varios de sus programas. En 1990 también trabajó en Radio Nacional.

### Características de su voz
Amengual estudió en el ISER con Nora Perlé y Betty Elizalde, tres mujeres que marcaron un antes y un después en los años 70 por hablar frente al micrófono en programas nocturnos con voces suaves y sensuales que fueron calificadas como “ratoneras” o “mimosas”, un estilo de locución que había comenzado Lidia Saporito.
Al analizar a las locutoras de la época, Nora Perlé sostuvo:

Betty Elizalde, Nucha Amengual y yo fuimos bisagra de una época y otra. Antes, las mujeres salían a los gritos. Nosotras no teníamos esa capacidad, sino calidez en la voz y la usábamos. Lo que provocó la curiosidad y el cambio fue el escuchar a una mujer hablando dulcemente en la radio. No fue nada de otro mundo, no éramos voces extraordinarias. Éramos distintas.

En una entrevista de 1973, Amengual relató que muchos le decían que con esa voz “tan chiquita” no va a llegar lejos en la profesión:

Desde el comienzo de mi carrera tuve que luchar contra aquellos que me atacaban y que me decían que mi voz no era lo suficientemente caudalosa o importante.

### En televisión
Amengual trabajó como animadora y haciendo avisos publicitarios en cámara y en off, en diversos canales junto a figuras como Silvio Soldán, Juan Carlos Mareco, Guillermo Brizuela Méndez, Alberto Olmedo, Haydée Padilla y Anselmo Marini.

## Discografía
- 1973: “El culpable de todo es tu perfume” - EMIODEÓN.

- 1980: “Aquellos boleros” - TONODISC S.A.

## Filmografía
- 1964: Un viaje al más allá.[16]

## Premios y reconocimientos
Entre los galardones que recibió se destacan la Cruz de Plata Esquiú al mérito en TV (1971). De parte de APTRA recibió un Premio Martín Fierro (1973), diversas nominaciones y una plaqueta en reconocimiento a la contribución y desarrollo de la radiodifusión argentina, en el 75.º aniversario de la primera transmisión radial (1995).
En 2014, la Legislatura de la Ciudad de Buenos Aires le rindió un homenaje a Nucha Amengual, Betty Elizalde, Nora Perlé y Graciela Mancuso por considerarlas «cuatro voces femeninas emblemáticas de la radiofonía».